# 覚えゲー
覚えゲー（おぼえゲー）は、コンピュータゲームの分類や評論用語の一つ。ゲームに現れる規則性・法則性、およびそれに基づく攻略手順（パターン）を覚え、その通りにプレイすることで楽に攻略できるゲームのこと。パターンゲーともいう。肯定的な意味でも、蔑称としても用いられる。パターンを覚える過程で何度もゲームオーバーを繰り返すことになるため、「死んで覚えるゲーム」を略して死にゲーと呼ばれることもある。
コンピュータゲームにおいては、敵キャラクターの出現タイミングや攻撃アルゴリズムが決まっている場合、プレイヤーがそれを把握し的確に先制することで、ゲームを有利に進めることができる。このようにパターンを把握し実践することを、「パターン化する」「パターンにはめる」、それがうまく運ぶことを「パターンにはまる」「パターンに入る」などという。パターン化しやすいゲームは「パターン性が強い」と評される。
パターン化には利点も欠点もあり、開発者はこれらも踏まえて慎重に設計する。一方で、永久パターンや電源パターンなど、ゲームシステムを逆手にとったり、プログラムの特性やバグを利用したパターンもある。このような開発者の意図に反して難易度を不当に下げてしまうパターンは、裏技の一種ともいえる。
コンピュータゲームに限らず、昔から多くのゲームにおいて記憶力はその上達に深いつながりがある。例えば囲碁などの定石を理解している者とそうでない者の間にはおのずと実力差が生まれる。コンピュータゲームにおいても、ゲームをやり込んで内容を「覚える」ことは、その上達につながるため、大きな醍醐味であるといえる。

## 利点
- パターンを覚えれば楽に攻略できるため、上達度合いが分かりやすく、個人の素質による向き不向きが少ない。
- パターン化するにはある程度のやり込みを要するため、アーケードゲームではその間の収益を期待できる。
- パターンを教える攻略本・攻略動画などの需要や、情報交換のための口コミ効果を期待できる。

## 欠点
- いわゆるライトゲーマーが暇つぶし程度にプレイするには不向きであり、マニア向けと取られやすい。
- ハイスコア競争や対人戦において、パターンの知識が勝敗を決することがあり、情報格差がハンデキャップとなる。
- 攻略本・攻略サイトなどでパターンができてから始める方が楽なため、プレイヤー層によっては初期需要が低下する。
- アーケードゲームにおいては、料金を払ってやり込まずとも他人のプレイを見てパターンを覚えることができ、これをタダ乗り・スパイ行為として不快に感じるプレイヤーもいる。

## 覚えゲーになりやすいゲームのジャンル
アクションゲームやシューティングゲームは、ステージごとの敵キャラの出現や攻撃のタイミングが決まっていることが多く、パターンが作りやすい。安定した攻略法に加え、安全地帯の発見や復活パターンの研究がなされることもしばしばである。
格闘ゲームなどの対人戦において、一方的な展開に陥りやすいパターンは「ハメ技」などと呼ばれ忌避されることがある。
- シューティングゲーム  - 敵の出現位置の記憶や装備の選択。復活パターンで有名な『グラディウス』や『R-TYPE』など。
- アクションゲーム - 敵の出現位置の記憶や謎解きの方法。『魔界村』、『ドルアーガの塔』など。
- コンピュータRPG -  ビルド（キャラクター育成などの手順）の概念や敵の倒し方など。電源パターンを利用した攻略法も存在する。「詰めエムブレム」で有名な『ファイアーエムブレム 聖戦の系譜』など。
- アドベンチャーゲーム - クリアもしくは任意のエンディングに到達するために必要なフラグを立てる手順。
- パズルゲーム - 特にステージごとの解法が決まっているものや電源パターンを利用できるもの。『テトリス』（アーケードのシステム16版）など。
- 対戦型格闘ゲーム - 必殺技の性質や、連続技の種類。CPUの使うキャラがあまりに的確過ぎる動き（いわゆる超反応）をする場合、覚えゲーの一つである「パターンハメ」に持ち込む以外に勝つ手段がないという場合もある。
- レーザーディスクゲーム - 方向指示などの記憶など。
- クイズゲーム - 旧来のゲームソフトでは外部から新しい問題を導入する手段がないので、すべての問題文と解答を記憶したりメモしたりすることでエンディングまで到達できる。最近では『クイズマジックアカデミー』のようにコンピュータネットワークを用いて定期的に新問題を配信し、これを解消しているものもある。